# Lakam

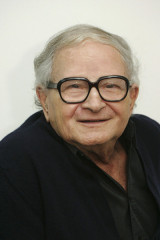
Rafi Eitan, segundo y último director de Lakam. relacionado con sus casos más notorios.

Lakam o Lekem (en hebreo: לק"ם‎), acrónimo de haLishká leKishré Madá (הלשכה לקשרי מדע; en español, Oficina de Relaciones Científicas), fue una importante agencia de inteligencia israelí, inicialmente concebida para la protección y apoyo del programa nuclear de Israel. Fundada en 1957 bajo el nombre Oficina de Cometidos Especiales, Lakam —experto en la recopilación de información científica y técnica tanto de fuentes abiertas como encubiertas fuera de las fronteras del Estado de Israel— fue disuelto en 1986 tras el estallido del caso de Jonathan Pollard. En sus casi tres décadas de existencia, Lakam solamente tuvo dos directores y sus operaciones, muchas veces, se realizaron al margen de la propia comunidad de inteligencia de Israel.

## Historia

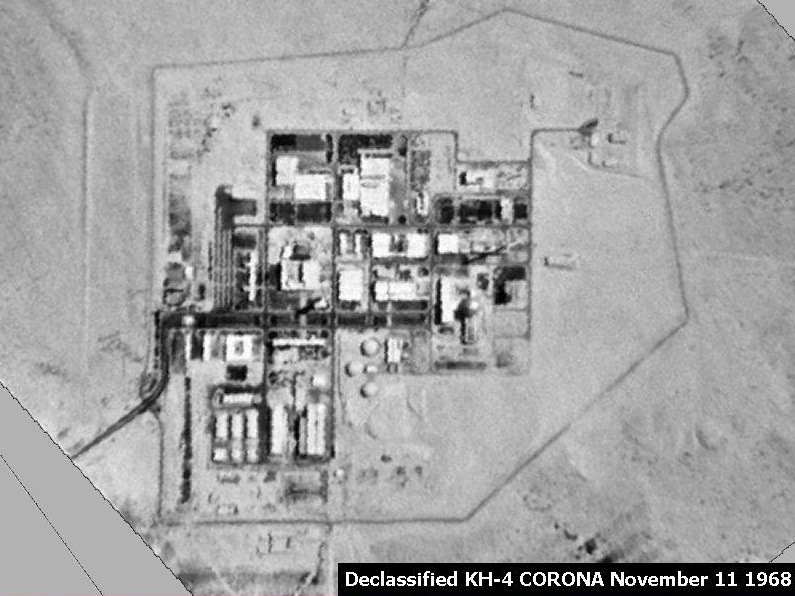
Una imagen satelital de la planta nuclear de Dimona, tomada por la intelgencia de EE. UU.

Las ultrasecretas actividades de inteligencia relacionadas con el programa nuclear de Israel fueron en sus inicios responsabilidad del Mosad y de Aman. No obstante, tanto el primer ministro de Israel, David Ben-Gurión, como su principal asesor de defensa en esos años, Shimon Peres, abogaban por la constitución de un servicio de inteligencia independiente que dedicase todos sus recursos a cuestiones en torno al programa nuclear, sobre todo el acceso a materiales y al know-how, la protección del programa y las instalaciones durante su desarrollo y una vez activas, y el análisis de informaciones relativas a las negociaciones con otros países. Otros miembros del gabinete de la Cocina se unieron a la valoración de que era primordial contar con un nuevo servicio capaz de garantizar la seguridad absoluta de la información nuclear.
La fundación de la Oficina de Cometidos Especiales en 1957 como una escisión del Ministerio de Defensa se mantuvo en alto secreto. Inicialmente, ni siquiera el todopoderoso jefe de los servicios de inteligencia israelíes, Iser Har'el, conocía su existencia. Los informantes de la agencia incluían desde agregados científicos de las embajadas de Israel a científicos de confianza que fueron sometidos a cierta presión para hacer un «uso patriótico» de la información obtenida de instituciones extranjeras. Entre los cometidos principales del servicio en sus inicios constaba la supervisión de la construcción del reactor nuclear en el Néguev, el cual fue definido oficialmente como fábrica de textil (y que años más tarde se convertiría en el Centro de Investigación Nuclear del Néguev). El primer jefe de la organización, Benjamín Blumberg, la renombró Oficina de Enlaces Científicos, más conocida como Lakam/Lekem, con la intención de conferirle una semblanza de legitimidad en sus operaciones en otros países.
Israel empezó a interesarse por la obtención de tecnología nuclear ya a principios de los años 1950, cuando el presidente estadounidense Dwight Eisenhower presentó su iniciativa sobre el uso de energía nuclear con fines civiles. De hecho, el país hebreo fue el segundo en firmar dicha iniciativa en julio de 1955, tras lo cual, en marzo de 1957 se firmó un plan de colaboración entre ambos países para dar comienzo a la construcción de un pequeño reactor de investigación cerca de Soreq (un principal arroyo del centro de Israel). Aunque a lo largo de las décadas se han realizado en el reactor de Soreq avanzadas actividades de investigación a nivel mundial, muchos consideran que sirvió de hecho de tapadera para la construcción del principal reactor al sur del país.
Durante las consultas de Israel con Reino Unido y Francia en preparación para su intervención en la guerra del Sinaí de 1956, los israelíes mostraban su interés por adquirir un segundo reactor, esta vez francés, también con fines científicos. Sin embargo, los franceses sospechaban de las actividades de construcción que se estaban llevando a cabo en el Néguev, cerca de la ciudad de Dimona, y agentes del principal servicio de inteligencia francés —el SDECE— hasta intentaron infiltrarse en el área de construcción, sin éxito. Al mismo tiempo, pese al trabajo realizado por la Asociación Nacional de Planificación de Estados Unidos sobre el uso de plantas nucleares en Israel con fines civiles, los servicios de inteligencia estadounidenses, particularmente la Agencia Central de Inteligencia (CIA) y la Agencia de Inteligencia de la Defensa (DIA), que habían analizado datos de reconocimiento de imágenes del área de construcción, también albergaban sospechas parecidas. Tanto Estados Unidos como Francia se mostraban escépticos en cuanto a las declaraciones oficiales del Gobierno israelí, quien negaba el desarrollo de armamento nuclear. Por consiguiente, Francia restringió considerablemente su ayuda al programa de investigación nuclear de Israel. Sin embargo, a pesar de estar en el radar de los servicios de inteligencia extranjeros, Israel logró al poco tiempo hacerse con fuentes para el suministro de materias primas. 
Durante esos años, Lakam fue estableciendo su presencia en Estados Unidos, que en principio consistía en el envío de información de fuentes abiertas, sin implicarse en el contrabando de materiales ni mucho menos en actividades de espionaje. Se enviaban semanalmente revistas científicas a Israel para ser analizadas por científicos y expertos, y se establecía contactos con científicos judíos estadounidenses, sin el requerimiento de pasar información clasificada. No obstante, aunque oficialmente se presentaba como organización dedicada a las relaciones científicas, sus oficinas en Boston, Los Ángeles, Nueva York y Washington D. C. se hallaban durante muchos años bajo vigilancia del FBI.

### Inteligencia nuclear

#### Caso NUMEC
La primera vez que Israel pudo haber tenido acceso a uranio enriquecido apto para el desarrollo de armamento nuclear fue a través de la Nuclear Materials and Equipment Corporation (NUMEC), una empresa estadounidense ubicada en la localidad de Apollo, Pensilvania, que abastecía a los reactores nucleares de Estados Unidos. En 1965, la Comisión de Energía Atómica de Estados Unidos detectó un extravío de 91 kilógramos de uranio enriquecido de las instalaciones de la empresa. Aunque Estados Unidos vendía uranio enriquecido a Israel en esos años, se trataba de un nivel de enriquecimiento del 93 %, apto para fines civiles (y el utilizado en la planta de Soreq), y no del 97,7 %, usado en los reactores navales, que fue el que faltaba. Las investigaciones pronto establecieron un vínculo entre la empresa y el agregado científico de la embajada de Israel en Washington D. C., y posteriormente se hizo conocer una visita a las instalaciones de la empresa de una comisión de Lakam. Sin embargo, a día de hoy, no está claro si Israel fue el destinatario del uranio desaparecido.
NUMEC fue fundada en 1957 por Zalman Shapiro, un prominente químico e inventor estadounidense de origen judío, con el fin de desarrollar métodos de procesamiento de combustible nuclear. Shapiro, quien jugó un papel determinante en el desarrollo del reactor naval del primer submarino nuclear de la historia —el USS Nautilus— fue un ferviente simpatizante del Estado de Israel. Este hecho hizo que cuando se detectara la discrepancia en las existencias de uranio en los almacenes de NUMEC, el FBI pasó a la comisión la información sobre el encuentro con Lakam, dando lugar a una investigación por parte de las autoridades federales. Shapiro siempre mantuvo que nunca suministró uranio a Israel, y que este tipo de discrepancias era cosa común en esa época.  
Años después, la Comisión Reguladora Nuclear de Estados Unidos determinó que NUMEC en efecto no había pasado material nuclear a Israel, y que faltas todavía mayores de uranio en el inventario de la empresa se detectaron, de hecho, después de que Shapiro ya dejara su puesto en la dirección. Adicionalmente, en un informe posterior, la comisión encontró indicios del paradero de parte del material desaparecido (unos 50 kilógramos), que se había desviado y dispersado debido al deficiente control en los procesos de manejo y manipulación. No obstante, algunos expertos siguen manteniendo que, teniendo en cuenta la reunión mantenida con Lakam, sigue siendo probable que el uranio fuera a parar a manos de Israel. Sea como fuera, el caso NUMEC llevó a Estados Unidos a darse cuenta de que Israel estaba decidido a desarrollar su programa nuclear con fines militares.

#### Operación Plumbat
En 1968, el Mosad, en colaboración con Lakam, lanzó la operación Plumbat con el objetivo de asegurar el siguiente lote de uranio necesario para cubrir las necesidades nucleares de Israel. Hacia finales de ese año, el carguero Scheersberg A, matriculado en la Alemania Occidental, zarpó de Amberes hacia Génova con un cargamento de doscientas toneladas de óxido de uranio, que supuestamente habían sido adquiridas por una empresa alemana. El barco nunca tocó puerto en la ciudad italiana, y al atracarse más tarde ese día en el puerto de Alejandreta (Turquía), sus bodegas se encontraban vacías y faltaban dos de las páginas de su cuaderno de bitácora. Al parecer, el cargamento había sido transferido a un barco israelí en alta mar, en algún punto entre Chipre y Turquía.

#### Memorándum de entendimiento con Estados Unidos
A finales de los años 1960, la primera ministra israelí Golda Meir y el presidente estadounidense Richard Nixon acordaron una aceptación por parte del país norteamericano de las capacidades nucleares de Israel bajo ciertas condiciones, que incluían el nunca usar este tipo de armas en un conflicto y mantener su desarrollo y posesión en la opacidad. Esto último, llamado en hebreo amimut (עמימות), se convirtió en la política israelí por antonomasia con respecto a su poder nuclear por motivos de disuasión, y fue responsabilidad de Lakam imponerlo.

### Otras operaciones
Tras su victoria en la guerra de los Seis Días, Israel se encontró con la necesidad de contar con un caza de superioridad aérea que integrase las lecciones aprendidas durante la guerra y fuese más adaptado a sus necesidades. La dependencia de las relaciones bilaterales, sujetas a condiciones y embargos, culminando en la cancelación por parte de Francia de un lote de nuevos cazas Mirage 5, creó una urgencia que solo pudo satisfacerse a través de la fabricación propia de aeronaves. Debido a que Israel en esos años carecía de experiencia en la industria aeronáutica, eran necesarias colaboraciones con empresas e industrias extranjeras y un desarrollo autónomo de mecanismos de producción. Una de las opciones barajadas —el hacerse con los planos del Mirage III— encajaba a la perfección con la especialidad de Lakam, a saber, la obtención de información técnica requerida por la industria militar israelí.
Conforme a los protocolos del juicio celebrado en Suiza, fue en 1968, en el marco de una reunión oficial entre el agregado militar de la embajada de Israel en Suiza y representantes de la empresa de ingeniería Sulzer AG, cuando agentes de Lakam establecieron contacto con Alfred Frauenknecht, uno de los ingenieros de la empresa. Sulzer AG había comenzado a construir el Mirage III bajo licencia a principios de 1960, y Frauenknecht —empleado en la empresa desde 1950— se convirtió en 1962 en director técnico responsable de la construcción del motor Snecma Atar 9C, además de representante autorizado de la empresa. A cambio de un importe de 200 000 dólares, suministró a los israelíes unos 200 000 documentos y dibujos técnicos que se le había encomendado destruir. En un taller alquilado, los cambió por miles de periódicos, que fueron quemados en su lugar. Tras repartir el material en 24 cajas, uno de sus ayudantes las llevó a Alemania, donde fueron entregadas a los israelíes. Frauenknecht fue detenido en septiembre de 1969, y condenado a cuatro años y medio de prisión el 23 de abril de 1971, de los que cumplió 10 meses, siendo el único caso de espionaje en Suiza desde finales de la Segunda Guerra Mundial. La operación israelí, debida la naturaleza secreta de Lakam, se consideraba durante años un éxito más del Mosad.
Sin embargo, muchos dudan de la ayuda sustancial de los documentos obtenidos al desarrollo y fabricación del primer avión de combate fabricado en Israel, el IAI Nesher. Israel, al fin y al cabo, ya tenía experiencia con esta plataforma y contaba no solo con aviones de este modelo sino también con un servicio técnico muy especializado y estrechos contactos con el fabricante, Dessault. Es plausible que tuvieran en sus manos de antemano documentos técnicos y planos de diseño, además de emplear técnicas de ingeniería inversa a partir de los aparatos en su posesión. También mantuvieron buenas relaciones con distintos expertos extranjeros y proveedores de las piezas necesarias de varios países. Hay varias versiones relacionadas con el proceso de diseño y fabricación del Nesher, como la que afirma que la norteamericana Rockwell International había llegado a un acuerdo con Dassault para hacer entrega de las piezas del Mirage 5 a Israel a pesar del embargo en vigor. Los fuselajes, alas, motores y demás componentes de 15 aviones habrían sido producidos por varios fabricantes y entregados a Israel para ser ensamblados por la Israel Aerospace Industries (IAI). Por otra parte, Donald J McCarthy sostiene que los israelíes resultaron ser muy hábiles en montar líneas de fabricación en cuestión de semanas y contaban con ingenieros muy capaces, y que, de acuerdo con informaciones a las que ha tenido acceso, al menos los motores del caza fueron fabricados en Israel, lo cual hubiera requerido de planos detallados.

### Segunda etapa
En 1981, tras la exitosa Operación Ópera (bombardeo del reactor iraquí Osirak), Benjamín Blumberg fue sustituido por Rafi Eitan en la dirección de Lakam. Eitan había sido asesor de contraterrorismo del primer ministro Menájem Beguín y coordinador jefe entre el Shin Bet y el Mosad, y fue quien dirigió la operación que condujo al secuestro y traslado a Israel de Adolf Eichmann, además de participar en la planificación de la operación contra el reactor iraquí.
Bajo Eitan, quien reportaba directamente al ministro de defensa Ariel Sharón (y no a las autoridades ministeriales que ejercían el control sobre este tipo de actividades), Lakam se expandió, haciendo competencia al Mosad por las operaciones en el extranjero (siendo oficialmente el Mosad el servicio de inteligencia encargado de las actividades fuera de las fronteras de Israel).

#### Caso Pollard

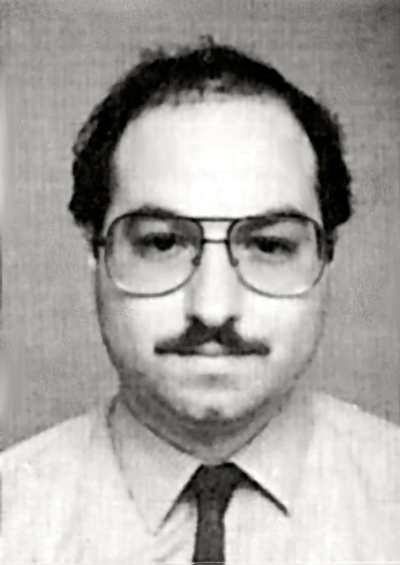
Jonathan Pollard, agente encubierto de Lakam en la inteligencia naval estadounidense. Condenado a 30 años en una prisión federal.

La relativa libertad de Lakam al no ser sujeto al escrutinio del Gabinete, a diferencia del Mosad o el Shin Bet, se desencadenó en el caso Pollard, cuyo estallido resultó ser el principio del ocaso de esta agencia. De hecho, las actividades de Lakam probablemente nunca hubieran sido conocidas si, en noviembre de 1985, el nombre de Rafi Eitan no hubiera sido mencionado en algunas conversaciones telefónicas de Jonathan Pollard, un analista civil del Centro de Alerta Antiterrorista (centro de inteligencia del Servicio de Investigación Criminal Naval, NCIS), interceptadas por la Oficina Federal de Investigaciones (FBI).
Cuando Pollard ofreció sus servicios a la inteligencia israelí por primera vez, el Mosad, por adherirse a las políticas del Gobierno israelí —en pleno desarrollo de las relaciones entre ambos países— rechazó la oferta de operar un espía en suelo estadounidense. Por otra parte, Lakam, que estaba de hecho operando al margen de la comunidad de inteligencia oficial y sus responsables políticos (nunca se aprobaron sus operaciones por los jefes del Gobierno), tuvo más espacio de maniobra, y este aceptó el ofrecimiento de Pollard. Cuando empezaron a llegar los documentos copiados del servicio naval estadounidense, los responsables políticos estaban abrumados por la información recibida, tanto que al principio se mostraban escépticos por la cantidad de datos obtenidos. Sin embargo, no pudieron ignorar la excelente calidad de la información y su trascendencia. Algunos se mostraban incluso molestos por lo que consideraban información ocultada a Israel por un país considerado amigo, y más concretamente por ciertas organizaciones, obstaculizando el memorandum de entendimiento suscrito en 1983 entre Estados Unidos e Israel.
Eitan se reunió con el agregado científico del consulado de Israel en Nueva York, al que había designado como oficial superior de Pollard, y le informó de los materiales específicos que le interesaban a Israel. Se escudriñaron miles de documentos de diversa índole, que Pollard había conseguido y copiado antes de devolverlos a sus correspondientes archivos. Después del arresto de Pollard, el Gobierno de Israel declaró oficialmente que la operación se había llevado a cabo sin su conocimiento (generalmente, los expertos apoyan esta hipótesis, aunque también alegan que algunos cargos políticos simplemente preferían no hacer preguntas con respecto a la fuente).
En un principio, la contrainteligencia estadounidense sospechaba del Mosad, aunque este, de hecho, había considerado a Pollard un amateur, cuyas actividades dañaban la reputación de la inteligencia exterior de Israel, al igual que las posteriores operaciones de encubrimiento y evacuación. Aunque Lakam alegaba haber facilitado a Pollard varias opciones de huida, el propio Pollard lamentó tras su traslado a Israel 37 años después de su captura, que nunca había sido entrenado por Lakam como agente encubierto ni se establecieron planes de evacuación viables en caso de detección. También el primer ministro israelí, Shimon Peres, negó haber sabido que fue un ciudadano estadounidense que trabajaba para la inteligencia norteamericana la fuente que suministraba la información a la agencia que él mismo había fundado años atrás (también plausible teniendo en cuenta la naturaleza de Lakam). Por su parte, Eitan afirmó en una entrevista para la prensa israelí que todas las actividades de Lakam, incluida la operación Pollard, se habían realizado con el conocimiento de sus superiores políticos.

#### Caso MILCO
Pese al marcado perfil del caso Pollard, no fue el único que en 1985 puso a Lakam contra las cuerdas. Ese año (en sí notorio por varios casos de espionaje), Richard Kelly Smyth, un ingeniero aeroespacial de California y presidente de MILCO International Inc., fue imputado por haber vendido a Israel 800 tubos krytron sin la requerida Licencia de Exportación de Municiones del Departamento de Defensa, y por tanto en violación del Acta de Control de Exportación de Armas. Poco antes de comenzar el juicio, Smyth y su mujer desaparecieron, tras lo cual se activó una orden internacional contra ellos, aunque sospechando que estaban en Israel nunca se llegó a realizar una busca activa de su paradero. Sin embargo, dieciséis años más tarde fueron localizados en Málaga, España, y posteriormente extraditados a Estados Unidos.
Durante el juicio se reveló que Smyth —que finalmente sería condenado a 40 meses de prisión aunque nunca encarcelado debido a su edad—  había enviado los tubos krytron a una empresa israelí llamada Heli-Trading Ltd., propiedad del cineasta y productor Arnon Milchan. Milchan, quien antes de su prominente carrera en Hollywood había sido agente de Lakam durante años, utilizó su empresa para obtener y despachar tecnologías y materiales sensibles necesarios para los programas de defensa israelíes, y sobre todo el programa nuclear. Por su parte, el Gobierno israelí aseveró que el incidente se debió a un simple error del exportador, MILCO.

### Disolución y años posteriores
Unos meses después de la detención de Pollard en 1985, y con los datos del caso MILCO ya conocidos, se procedió a la disolución de Lakam, asignando sus funciones al Director de Seguridad del Establecimiento de Defensa de Israel, incorporando así las actividades de inteligencia científica y técnica a sus responsabilidades. Con ello, se aseguraba la supeditación de estas actividades a procesos internos del Ministerio de Defensa. Con el tiempo se hacía más y más patente que Lakam nunca fue concebido para operar espías (responsabilidad del Mosad) y que sus actividades en el extranjero se debieron circunscribir a la apropiación y envío de material requerido por Israel, eso sí — empleando todos los medios necesarios a este fin.
Un año después, dos comisiones de investigación, una dirigida por el antiguo jefe del Estado Mayor de las Fuerzas Armadas, Tzvi Tzur, y la otra presidida por Abba Eban, entonces presidente del comité de Seguridad y Asuntos Exteriores de la Knéset, concluyeron que a Israel le interesaba asumir la responsabilidad de los hechos, ya que Lakam había sido al fin y al cabo una agencia israelí. En 1998, el entonces primer ministro, Benjamín Netanyahu, admitió oficialmente que Pollard había sido un espía de Israel.
Por su parte, la imagen de Eitan quedó dañada tras la publicación de los detalles relacionados con el caso Pollard y su actuación durante los días previos a la detención de este, aunque seguiría ofreciendo su consejo a instituciones públicas y privadas en materia de inteligencia y seguridad hasta su fallecimiento en 2019. También fundó un partido (de corta vida) y presidió la Israel Chemicals, entonces empresa gubernamental y hoy una multinacional con operaciones de minería en países como España, Estados Unidos, Sudáfrica y China, que actualmente produce aproximadamente la tercera parte del bromo consumido a nivel mundial. A Eitan se le ha recriminado, más allá de por la gestión del plan de evacuación de Pollard, por haberse opuesto a la captura de Josef Mengele en Argentina, aunque dado el éxito de la captura de Eichmann, más prioritario para Israel, muchos expertos coinciden con esa decisión.